# Jackie Evancho
Jacqueline Marie "Jackie" Evancho (Pittsburgh, 9 de abril de 2000) é uma cantora estadunidense que ganhou popularidade após a sua participação na quinta temporada de America's Got Talent, ficou em segundo lugar.
Evancho canta "Classical Crossover" estilo de cantoras como Hayley Westenra e Sarah Brightman. Ela estuda canto com um treinador de voz, e também toca violino e piano.

## Biografia
Filha de Michael e Lisa Evancho, tem um irmão mais velho, Jacob, um segundo irmão, Zachary, e uma irmã mais nova, Raquel. Começou a cantar quando tinha sete anos de idade, depois de ver o show no palco, O Fantasma da Ópera, em DVD. Sua mãe ouviu Evancho cantando músicas do filme, levando-a então a participar de um concurso de talentos locais. Terminou como vice-campeã e foi eleita a favorita do público. Eventualmente, participou de outros concursos de talentos, e começou um canal no YouTube. Jackie começou a frequentar aulas de canto em junho de 2008, quando tinha 8 anos. Foi também membro do Festival "the Children's Festival Chorus of Pittsburgh", durante a temporada 2008-2009.

## Carreira
Evancho se apresentou no palco com o produtor David Foster, ator convidado na Comissão Especial de PBS "Celebrate America", com o maestro e compositor Tim Janis, e cantou o Hino Nacional em um evento homenageando o pioneiro da aviação geral Chuck Yeager, bem como o hino para iniciar o Pittsburgh Pirates 2010 casa de jogo de beisebol estréia no PNC Park. A convite do Estado da Pensilvânia, o senador Jane Orie convidou Jackie para se apresentar. Jackie também realiza numerosos eventos e funções de caridade nos arredores de sua cidade natal.
Competiu no Mundial EUA 15 Showcase concurso de talentos no início de 2009, que teve lugar em Las Vegas, no qual o vencedor recebe 100.000 dólares e a oportunidade de produzir um CD demo. Jackie foi convidada para se apresentar no Aberto dos EUA Tennis Championships em Nova York, mas devido a conflitos de agenda com o America's Got Talent, teve que cancelar.
"Ela é apenas verdadeiramente abençoada com uma voz que é fenomenal", diz o compositor clássico crossover / maestro Tim Janis, que convidou Evancho para se apresentar em seu show "American Christmas Carol" (2 de dezembro de 2010) no Carnegie Hall, em Nova York. Ela é a mais jovem solista vocal feminino a ter se apresentado lá. Jackie é uma cantora classical crossover, que contém atualmente o recorde mundial de mais jovem cantora de ópera.Segundo fontes, Jackie Evancho,quando tinha 10 anos, participou de um episódio da série "Os Feiticeiros de Waverly Place", que irá ao ar dia 11 de março nos EUA.

## Recepção crítica

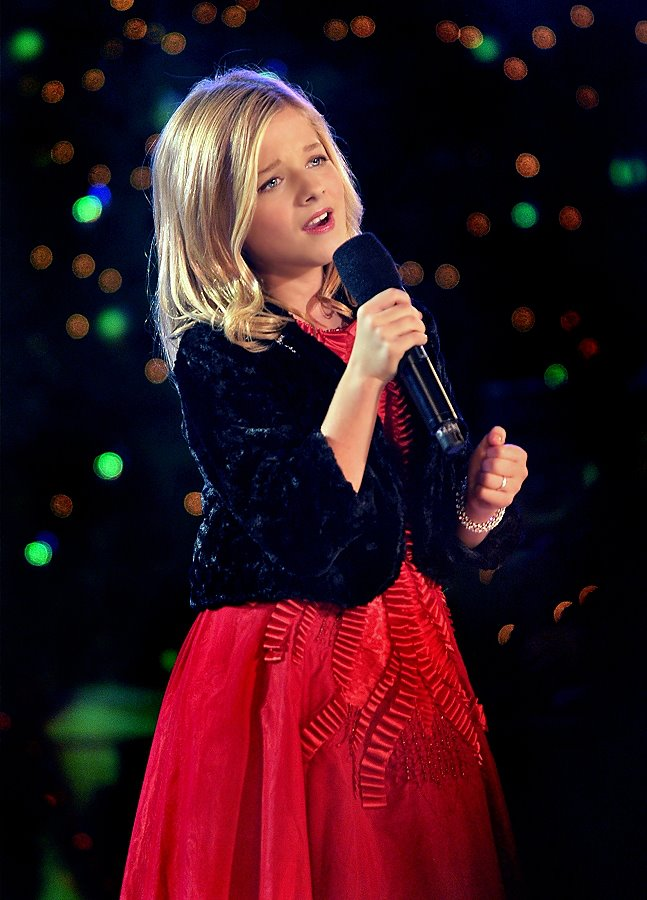
Jackie Evancho, 2011

Christopher Hahn, diretor-geral da Ópera de Pittsburgh disse que o desempenho de Jackie de "O Mio Babbino Caro" era fascinante. É muito incomum para uma criança ter uma voz que soava tão rica e desenvolvida. Eu achei que ela estava linda, doce e atraente. Hahn declarou sobre o desempenho de Jackie em "Pie Jesu". "Seu fraseado era lindo, que era o que ela precisava para aquela apresentação."
O compositor Tim Janis disse: "A voz de Jackie é tão pura e natural, não há falha nela. As pessoas dizem 'eu posso ouvir o seu potencial de vinda," mas não, ele está aqui, agora. Ela é apenas verdadeiramente abençoada com essa voz fenomenal."
Piers Morgan, juiz de "America's Got Talent", disse que Jackie tem mais talento do que qualquer um cantando a versão de "Ave Maria", que a canção dela é perfeita.
Claudia Benack, professora assistente de Teatro Musical na "Universidade Carnegie Mellon", disse: "Jackie tem uma voz rara de um adulto. Eu acho que ela é muito boa."
Etta Cox, um cantor de jazz e instrutor da "Creative and Performing Arts High School", no centro de Pittsburgh, disse: "Sua voz simplesmente não se encaixa a seu corpo. Eu nunca ouvi uma voz como a dela em alguém com 10 anos de idade, e eu tenho a profissão de instrutor musical há muitos anos. A maturidade da sua voz é incrível para alguém da idade dela."

## America's Got Talent"
Ela foi uma concorrente da quinta temporada do programa de TV "America's Got Talent".

### Resumo
Em 10 de agosto de 2010, Evancho cantou "O mio babbino Caro", por Giacomo Puccini. Ela recebeu uma salva de palmas em pé após sua apresentação, e foi premiada com uma viagem para a "Universal Studios Florida" para receber mais votos de fãs das alegações para o show do YouTube. Ela foi eleita para as semifinais pelos telespectadores. Sua segunda apresentação foi de Andrea Bocelli e Sarah Brightman's "Time To Say Goodbye" e mais uma vez recebeu uma reação da crítica. No Top 10, Jackie realizada "Pie Jesu", por Andrew Lloyd Webber, e foi avançada até a Final.
Após o desempenho inicial de Evancho no "America's Got Talent", houve denúncias on-line que sua atuação tinha sido playback. Estes rumores foram rapidamente denunciados. O juiz Howie Mandel ouviu Jackie cantando num show ao vivo no dia seguinte, para provar que era sua voz que foi ouvida.
Evancho realizou um dueto com a celebridade "Sarah Brightman" de "Time To Say Goodbye", durante o episódio final da temporada, exibido em 15 de setembro de 2010. Durante este mesmo episódio, foi revelado que ela ficou em segundo lugar na final, resultado da votação da 5ª temporada.

### Desempenhos e resultados
| Semana            | Rodada  | Escolha da música   | Artista original/compositor | Ordem de execução | Resultado                |
| ----------------- | ------- | ------------------- | --------------------------- | ----------------- | ------------------------ |
| Quartas de finais | Youtube | O Mio Babbino Caro  | Giacomo Puccini             | 12                | Avançada para semifinais |
| Semifinais        | Top 24  | Time To Say Goodbye | Andrea Bocelli              | 11                | Avançada para Top 10     |
| Top 10            | Top 10  | Pie Jesu            | Andrew Lloyd Webber         | 10                | Avançada para final      |
| Final             | Top 4   | Ave Maria           | Charles Gounod              | 3                 | Segundo lugar            |

## Discografia

### Prelude To A Dream (2009)
Em novembro de 2009, Evancho lançou seu primeiro álbum independente chamado "Prelude To A Dream". O álbum cobre principalmente de canções como "Con Te Partiro" e "The Prayer", de Andrea Bocelli, "To Where You Are" de Josh Groban, "Concrete Angel" de Martina McBridee e um cover de "Amazing Grace", entre outros. O álbum estreou na Billboard 200 na posição # 121 na data de 28 de agosto de 2010. Ele também estreou em # 2 no iTunes e Billboard Classical Albums Chart.Prelude To A Dream já não está disponível. Seu pai deu a seguinte razão para a retirada: "O CD foi gravado há um ano e meio atrás, e sua voz atual já não soa como quando ela gravou, então, decidimos retirar."

### O Holy Night (2010)

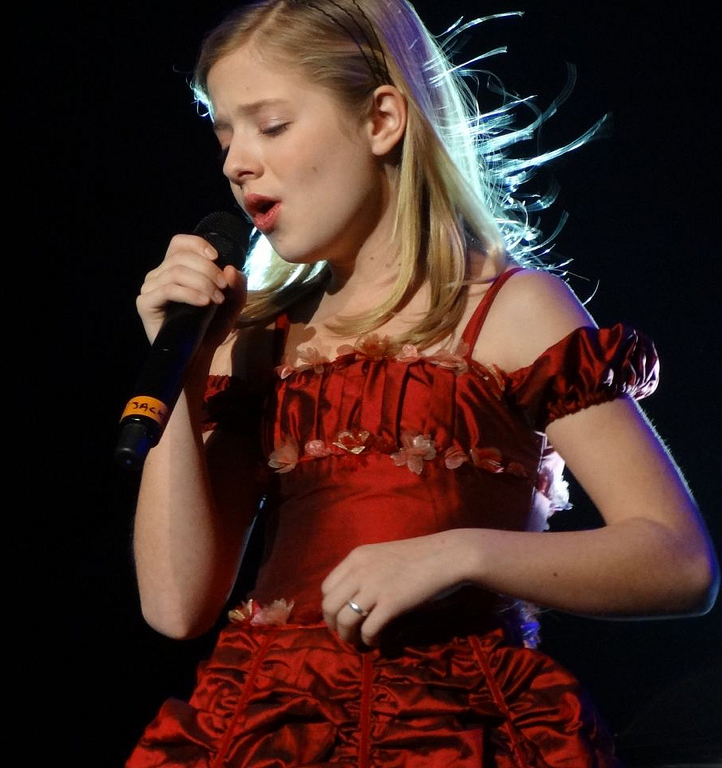
Jackie Evancho, 2011

O mais recente trabalho de Jackie com a Columbia Records é o CD / DVD intitulado como "O Holy Night". Ele está agendado para lançamento em 16 de novembro de 2010 e atualmente, está em 9º lugar em best-sellers da Amazon em música.
#2 Billboard 200; Platinum

### Dream With Me (2011)
#2 Billboard 200, Gold

### Heavenly Christmas (2011)
#11 Billboard 200

### Songs from the Silver Screen (2012)
#7 Billboard 200

### Awakening (2014)
O novo álbum da cantora apresenta diversas canções, entre elas, Think of Me (O Fantasma da Ópera), The Rains of Castamere (Game of Thrones) e Ave Maria.